# Карпов, Дмитрий Николаевич
Дмитрий Николаевич Карпов (29 октября 1963, Москва, РСФСР, СССР — ?) — советский и российский преступник, организатор первого в России частного детского дома «Альфа», в котором организовал секту из своих воспитанников, жестоко пытал их и избивал.

## Биография

### Создание детского дома «Альфа»
В 1987 году Карпов окончил педагогический институт. Впоследствии психиатры, обследовавшие его, заявляли, что в 1988 году он стал невменяемым, однако адвокат Анатолий Кучерена, защищавший интересы потерпевших, считал, что Карпов обманул психиатров. В 1989 году без юридического оформления из детского дома № 8 Карпову были отданы на воспитание 11 детей в возрасте 7-9 лет. Журналисты превозносили методы Карпова, называя его «прорабом перестройки» и «демократом от педагогики». Трое детей вскоре вернулись обратно в детский дом, а оставшиеся восемь вместе с самим Карповым, которого уволили из детского дома из-за конфликта с руководством, жили на добровольные пожертвования.
Одно время Карпов пытался выпросить деньги у Русской православной церкви, но ничего от неё не получил. Разочаровавшись в православии, он увлёкся теориями Зигмунда Фрейда, оккультизма, а впоследствии и сатанизма. В 1992 году распоряжением правительства Москвы Карпов и 8 его воспитанников получили статус «альтернативного детского дома» и здание бывшего детского сада под него по улице Большая Черкизовская, 28. Карпов назвал детский дом «Альфа» и других детей, кроме изначально бывших с ним, туда никогда не принимал. «Альфу» финансировали учредители — московская Федерация независимых профсоюзов и гостиничный комплекс «Измайловский». Вскоре через репортаж CNN о Карпове и его воспитанниках узнала богатая француженка русского происхождения, которая также стала спонсором детского дома. На деньги, которые поступали от неё на счёт детского дома, Карпов купил несколько иномарок. Карпов не боялся проверок, так как, во-первых, он умел пустить пыль в глаза чиновникам, во-вторых, чиновники сами побаивались реакции журналистов.

### Преступления и разоблачение
Никаких регулярных общеобразовательных занятий в детском доме не проводилось, но Карпов преподавал им рукопашный бой и владение огнестрельным оружием. Карпов систематически избивал и жестоко наказывал провинившихся, иногда насиловал своих воспитанников. В 1995 году из детского дома сбежали два подростка, которые испугались серьёзного наказания, впоследствии один из них был осуждён к лишению свободы за групповое изнасилование и убийство. В то же время француженка-спонсор перестала давать деньги на нужды детского дома. Карпов купил обрез и два револьвера (ружьё и некоторое количество холодного оружия у него уже было) и стал готовиться к похищению её сына, работавшего в Москве. После похищения он хотел потребовать выкуп у спонсора, а когда деньги бы поступили, похищенного следовало убить. В октябре 1996 года в самый разгар подготовки к преступлению из «Альфы» сбежала девушка, которая рассказала о его намерениях одной журналистке, некогда писавшей хвалебные статьи про Карпова. Когда журналистка попыталась разобраться в этом деле, Карпов приказал своим воспитанникам похитить её сына. Предупреждённая одной из воспитанниц Карпова, журналистка обратилась в правоохранительные органы.
Карпов был задержан семью сотрудниками РУОП в здании «Альфы», при этом активное сопротивление сотрудникам оказали также три его воспитанницы. Детский дом был закрыт, его воспитанники получили жильё в Москве. В процессе следствия они изобличили своего бывшего учителя в совершении преступлений. По результатам судебно-психиатрической экспертизы у него была выявлена «психопатия мозаичного круга». Карпов был признан невменяемым и в сентябре 1998 года отправлен по решению суда на принудительное лечение.

### Дальнейшая судьба
В августе 2009 года Карпов был выписан из психиатрического стационара.
Вечером 5 июля 2012 года, управляя автомашиной Мицубиси Паджеро в состоянии алкогольного опьянения, Карпов выехал на полосу встречного движения и опрокинулся в кювет. Двое пассажиров получили телесные повреждения, квалифицирующиеся как тяжкий вред здоровью. В течение 8,5 месяцев Карпов скрывался от правоохранительных органов, но 22 марта 2013 года был арестован. В октябре 2013 года Осташковским городским судом Карпову было назначено наказание в виде трёх лет лишения свободы с отбыванием в исправительной колонии общего режима. Кроме того, он был лишён права управления транспортным средством сроком на три года. Карпов пытался обжаловать решение суда, но приговор остался без изменений. Срок отбытия наказания истёк 21 марта 2016 года.

## В массовой культуре
- В первой половине 1990-х годов журналист Лариса Кривцова сделала для телеканала МТК целый ряд специальных репортажей, посвящённых Карпову и его детскому дому.
- Псевдодокументальный фильм «В сетях дьявола» из цикла «Криминальная Россия» (1999)[прим. 1][8]
- Художественный фильм «Обитель» (2010)[прим. 2]